# Erster Münchner SC
Der Erste Münchner Schwimmclub e.V. ist ein Tauch- und Triathlonverein aus München. Ehemals startete er auch in der 1. Bundesliga Schwimmen und gehörte damit zu den erfolgreichsten Vereinen für Schwimmsport in Süddeutschland. Mittlerweile wurde der Leistungssportbetrieb im Bereich Schwimmen komplett eingestellt.
Die Damenmannschaft gehörte von 1999 bis 2001 der 1. Bundesliga an und stieg 2003 erneut auf. In der Saison 2005/2006 konnte mit Platz 10 und nur geringem Vorsprung auf Platz 11 der Abstieg gerade noch verhindert werden (23446 Punkte vs. 23296 Punkte bei der abgestiegenen Mannschaft der SG Schwimmen Münster). Die Herrenmannschaft startete in der 2. Bundesliga Süd. Cheftrainer der Mannschaft war Schorsch Weinzierl. Der bekannteste und erfolgreichste Schwimmer beim EMSC war der Staffel-Weltmeister und Olympia-Bronzemedaillist Christian Tröger. Aus der starken EMSC-Mannschaft kamen einige Schwimmer der deutschen Nationalmannschaft hervor: Michaela Amereller, Lydia Böhme, Anita Brasic, Bettina Hillmann, Janina Lorenz Adela Suchy und Konstantin Dubrovin. Die wichtigsten Schwimmerinnen der aktuellen Mannschaft sind die türkische Rekordhalterin und deutsche Vizemeisterin 2011 Iris Rosenberger und Jasmin Rosenberger.